# West Leipsic (Ohio)
West Leipsic es una villa ubicada en el condado de Putnam en el estado estadounidense de Ohio. En el Censo de 2010 tenía una población de 206 habitantes y una densidad poblacional de 334,19 personas por km².

## Geografía
West Leipsic se encuentra ubicada en las coordenadas 41°6′19″N 84°0′4″O / 41.10528, -84.00111. Según la Oficina del Censo de los Estados Unidos, West Leipsic tiene una superficie total de 0.62 km², de la cual 0.62 km² corresponden a tierra firme y (0%) 0 km² es agua.

## Demografía
Según el censo de 2010, había 206 personas residiendo en West Leipsic. La densidad de población era de 334,19 hab./km². De los 206 habitantes, West Leipsic estaba compuesto por el 83.01% blancos, el 0.49% eran afroamericanos, el 0% eran amerindios, el 1.46% eran asiáticos, el 0% eran isleños del Pacífico, el 13.59% eran de otras razas y el 1.46% pertenecían a dos o más razas. Del total de la población el 29.61% eran hispanos o latinos de cualquier raza.